# Jörg Thunecke
Jörg Thunecke (geboren 1941 in Hamburg) ist ein deutscher Literaturwissenschaftler, der in Großbritannien arbeitet. 

## Leben
Jörg Thunecke studierte Anglistik an der Universität Hamburg, an der Universität Dublin (B.A.) und Germanistik an der Universität London (B.A. und MLitt). Von 1970 bis 1997 war er Lecturer und Senior Lecturer für Germanistik an der Nottingham Trent University. Thunecke lehrte danach von 1998 bis 2006 an der Westdeutschen Akademie für Kommunikation in Köln.
Thunecke forschte zum deutschen Realismus des 19. Jahrhunderts sowie zur deutschsprachigen Exilliteratur in der Zeit des Nationalsozialismus, unter anderem über Edith Kramer, und zu den Schriftstellern der sogenannten Inneren Emigration, unter anderem über Oskar Loerke. Er gab Werke von Hermynia zur Mühlen heraus. Er beteiligte sich an der Forschung über den unter seinem Pseudonym versteckten Schriftsteller B. Traven und gab 2008 zwei Romane aus dessen Nachlass heraus.

## Schriften (Auswahl)
- Jörg Thunecke, Eda Sagarra (Hrsg.): Formen realistischer Erzählkunst : Festschrift for Charlotte Jolles; in honour of her 70. birthday. Nottingham: Sherwood Press, 1979
- (Hrsg.): Leid der Worte. Panorama des literarischen Nationalsozialismus. Bonn: Bouvier, 1987
- (Hrsg.): Wilhelm auf den Busch geklopft : essays and translations in honour of Dieter Paul Lotze. Nottingham: Sherwood Press Agencies, 1987
- (Hrsg.): Hermynia Zur Mühlen: Ewiges Schattenspiel. Roman. Wien:  Promedia, 1996
- (Hrsg.): Deutschsprachige Exillyrik von 1933 bis zur Nachkriegszeit. Amsterdam: Rodopi, 1998
- (Hrsg.): Hermynia Zur Mühlen: Unsere Töchter, die Nazinen. Roman.  Wien: Promedia, 2000
- Volker Kaukoreit, Jörg Thunecke (Hrsg.): 126, Westbourne Terrace. Erich Fried im Londoner Exil. Wien: Turia & Kant, 2001
- (Hrsg.): B. Traven the Writer / Der Schriftsteller B. Traven. Nottingham: Edition Refugium, 2003
- Elisabeth Leinfellner, Jörg Thunecke (Hrsg.): Brückenschlag zwischen den Disziplinen. Fritz Mauthner als Schriftsteller, Kritiker und Kulturtheoretiker. Wuppertal: Arco, 2004
- Viktoria Hertling, Wulf Koepke, Jörg Thunecke (Hrsg.): Hitler im Visier. Literarische Satiren und Karikaturen als Waffe gegen den Nationalsozialismus. Wuppertal: Arco, 2005
- (Hrsg.): Echo des Exils. Das Werk emigrierter österreichischer Schriftsteller nach 1945. Wuppertal: Arco, 2006
- Wulf Koepke, Jörg Thunecke (Hrsg.): Preserving the Memory of Exile. Festschrift for John M. Spalek on the Occasion of his 80th Birthday. Nottingham: Edition Refugium, 2008
- Das erzählerische Werk Friedrich Ch. Zauners. Nottingham: Sherwood Press Agencies, 2016
- „Die Jahre des Unheils“: Der innere Emigrant Oskar Loerke in seinen Tagebüchern und nachgelassenen Gedichten. In: Marcin Gołaszewski, Magdalena Kardach, Leonore Krenzlin (Hrsg.): Zwischen Innerer Emigration und Exil. Deutschsprachige Schriftsteller 1933–1945. De Gruyter, Berlin/Boston 2016, S. 65–82
- Fight for Freedom. A Vansittartist Network of Rightwing German Socialist in Great Britain (1941–1945), in: Helga Schreckenberger: Networks of Refugees from Nazis Germany. Leiden/Boston, 2016
- Susanne Blumesberger, Jörg Thunecke (Hrsg.): Deutschsprachige Kinder- und Jugendliteratur während der Zwischenkriegszeit und im Exil. Schwerpunkt Österreich. Frankfurt am Main: Peter Lang, 2017
- Susanne Blumesberger, Jörg Thunecke (Hrsg.): Die rote Gräfin: Leben und Werk Hermynia Zur Mühlens während der Zwischenkriegszeit (1919–1933). Wien: Präsens, 2019
- Der Teufel steckt im Detail. Nottingham: Edition Refugium, 2019
- (Hrsg.) Hermynia Zur Mühlen: „Es ist später, als du glaubst!“: drei unbekannte Romane. Wien: Präsens, 2020
- Revolutionäre Ungeduld oder die Geschichte einer Illusion. Die Rolle des Anarchisten Ret Marut während der Münchener Räterepublik 1918/19. Nottingham: Edition Refugium 2021. Konferenzpaper 2019
- (Hrsg.): Robert Neumann: Blindekuh – Roman. Wuppertal: Arco, 2023